# 18 août dans les chemins de fer
18 juillet 18 septembre
Chronologies thématiques
- Croisades
- Sports
- Disney

Cette page concerne les événements qui se sont déroulés un 18 août dans les chemins de fer.

## Événements

### XIXesiècle
- 1852, France ; publication du décret qui prononce la déclaration d'utilité publique de la ligne d'Auteuil[1].
- 1868, France : une crue de l'Arc détruit 1400 mètres de la ligne PLM entre Saint-Jean-de-Maurienne et Saint-Michel-de-Maurienne, en partie à cause des remblais issus de l'excavation du tunnel ferroviaire du Fréjus. Le Chemin de fer du Mont-Cenis doit fermer quelques mois également.

## Naissances
- 1799 naissance à Limoges de Paulin Talabot.